# 玛丽·埃伦·克拉克
玛丽·埃伦·克拉克（英語：Mary Ellen Clark，1962年12月25日—），美国女子跳水运动员。她曾代表美国参加1992年和1996年夏季奥林匹克运动会跳水比赛，获得二枚铜牌，均来自女子10米跳台项目。